# あさしな温泉
あさしな温泉（あさしなおんせん）は、長野県佐久市甲にする温泉。

## 泉質
- ナトリウム・カルシウムー塩化物泉
  - 泉温　30.1℃
  - 無色透明・無味無臭。加温・循環濾過方式。

## 温泉地
佐久市中心地から少し離れた田園地帯の高台に、日帰り温泉施設「穂の香乃湯」が一軒存在する。
他にこの温泉を利用した温泉施設はない。開放的な露天風呂からは浅間山を眺望できる。

## 歴史
- 1993年（平成5年）- 旧浅科村の開発の元で開湯。同年に「穂の香乃湯」開業。
- 2025年（令和7年）3月14日 - 「穂の香乃湯」の営業を終了した。

## アクセス
鉄道
- JR北陸新幹線・小海線佐久平駅より車で15分。
- 小海線中込駅より千曲バスで20分、バス停「八幡」下車。「八幡」から徒歩15分[1]。

自動車
- 上信越自動車道佐久ICより国道141号、国道142号経由、車で20分。
- 中部横断自動車道佐久南ICより5.9km、約8分[2]。